# Nauviale
Nauviale település Franciaországban, Aveyron megyében. Lakosainak száma 591 fő (2022. január 1.). Nauviale Conques-en-Rouergue, Marcillac-Vallon, Mouret, Pruines és Saint-Christophe-Vallon községekkel határos.

## Népesség
A település népessége az elmúlt években az alábbi módon változott:
| Lakosok száma | 526  | 502  | 465  | 530  | 520  | 511  | 553  | 584  | 588  | 591  |
|               | 1968 | 1982 | 1990 | 2006 | 2013 | 2015 | 2017 | 2019 | 2020 | 2022 |